# Aïn Salah
Aïn Salah, také Ain Salah nebo In Salah je město ve středním Alžírsku a hlavní město provincie In Salah a distriktu Salah. Město se nachází v poušti Sahara v severní Africe. Má přibližně 33 tisíc obyvatel, s ročním růstem 1,5 % obyvatel, což je nejnižší růst v provincii. Rozloha činí 32 518 km².

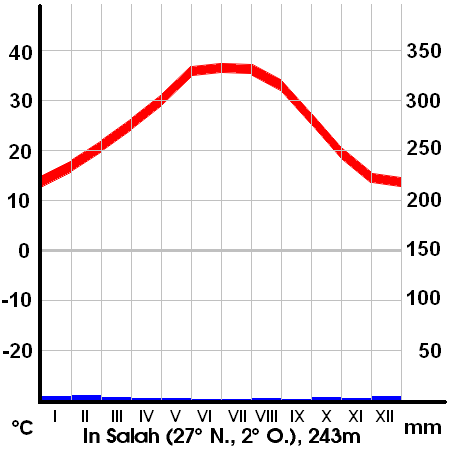
graf

Má horké pouštní klima. V roce 2018 byla ve městě naměřena teplota 49,8 °C.
Ve městě se nachází letiště.